# Gallardon
Gallardon – miejscowość i gmina we Francji, w Regionie Centralnym, w departamencie Eure-et-Loir.
Według danych na rok 1990 gminę zamieszkiwało 2576 osób, a gęstość zaludnienia wynosiła 229 osób/km² (wśród 1842 gmin Centre, Gallardon plasuje się na 143. miejscu pod względem liczby ludności, natomiast pod względem powierzchni na miejscu 1083.).